# 비탈리 푸시니츠키
비탈리 유리예비치 푸시니츠키 (러시아어: Вита́лий Ю́рьевич Пушни́цкий, 1967년 7월 7일 ~ ) - 러시아의 화가, 그래픽 예술가, 조각가이다. 또한 설치미술, 멀티미디어 예술 작품의 작자로 알려져 있다. 새로운 예술 기술하고 재료를 적극적으로 실험한다. 러시아의 선도적인 현대 예술가 중 하나이다. 2022년부터 철학적인 산문을 출판하고 있다.

## 전기
1967년에 레닌그라드 시에 태어났다. 레닌그라드 예술 중학교를 졸업한 후에 일. 예. 레핀명칭 회화, 조각 및 건축 미술대학교에 진학했으며 거기에서 1988년부터 1994년까지 배웠다. 1994년부터 상트페테르부르크 예술인협회 회원이다. 2002년부터 비탈리 푸시니츠키는 해외에서 프로젝트를 진행하기 위해 보조금을 받다.
- 2012 - 국제 예술 인용. 파리, 프랑스
- 2007년 - 미국 앨버커키 뉴멕시코대학교 타마린드 연구소
- 2005 - 자와할랄 네루 대학교. 뉴델리, 인도
- 2002 - 칼라 미술 연구소. 뉴욕 - 샌프란시스코, 미국

예술가의 작품들은 국립 에르미타시 박물관, 러시아 미술관을 비롯하여 러시아하고 해외 예술 시설에 전시되고 있다.
푸시니츠키의 개인전들은 국립 러시아 미술관 (2002년), 국립 에르미타시 박물관 (2006년), 모스크바 현대 예술 박물관 (2012년), '노브이' 상트페테르부르크 현대 예술 박물관 (2016년)에서는 진행되었다.
푸시니츠키는 러시아 및 해외 미술관과 협조한다. 폰탄카강 옆의 건물 다락방에 위치해있는 '벨카와 스트렐카' 미술관 전시 프로젝트의는 작자와 세 명의 큐레이터 중 하나이다. 이 프로젝트는 상트페테르부르크에 예술가의 자기 조직의 중요한 설험 중에 하나이며 러시아에 artist-run spaces를 연구하는 자들의 출판물에 포함된 같은 현대 프로젝트를 맞추다.
게다가 러시아 미술관 Marina Gisich Gallery하고 Pop/off/art Gallery는 예술가의 작품을 전시하고 있다.
그의 작품들에는 고전 회화적인 언어와 현대 예술의 전략과 기술이 융합한다. 예술가가 사용하는 기술들은 회화부터 비디오 설치미술까지 다양하며 그는 가끔 특정 프로젝트를 위한 기술을 특별히 개발한다.

안드레이 포멘코는 푸시니츠키의 회화 기반이 된 원천의 다양성(인상주의에서 얼룩회화까지)을 강조하며 특히 이 회화가 세기전환기 상징주의와의는 연관성을 강조한다:
푸시니츠키의 "사이. 숲"이라는 연작의 작품들의는 예술미, 색과 형태에 대한 안목, 상징 식화 내용이 재임스 휘슬러의 "녹턴", 클로드 모네의 최근 작품들("루앙 대성당"에서 "수련"까지)과 비슷하고 오딜롱 르동의 채색 파스텔 및 유화 작품들와 특히 비슷하다.

빛나는 천상과 새카만 지옥, 위엔 무한한 빛과 아래엔 무한한 어둠, 르동의 "아폴론의 전차" (1905–1914)에서 묘사된 네 마리 백마와 지하적인 피톤의 대결은 푸시니츠키의 작품들과 거의 일치한다. 그의 작품들에는 어둠과 빛도 충돌하고 이 충돌의 결국들이 변할 수 있다. 가끔 한 면이 승리하고 가끔 다른 면이 승리하는데 가끔 양면은 불명한 윤관의 색상 얼룩으로 흘러헤처지고 페르세포네의 꽃으로 피며 구별할 수 없을 정도로 서로 섞은다.
2011년에는 영국 출판사 Phaidon는 푸시니츠키를 새로운 회화 관점을 제시하는 115분 예술가의 국제 목록에 포함시켰다.
그는 철학적인 산문 "전원" (2022), "숲" (2023), "금요일" (2024)을 출판했다.
2024년에는 «소바카.ru» 잡지의 "예술" 지명에서 "톱50. 페테르부르크시의 가장 유명한 분들" 수상자 되었다.
현재 상트페테르부르크에서 가족과 함께 살고 있다.

## 다양한 연도의 작품

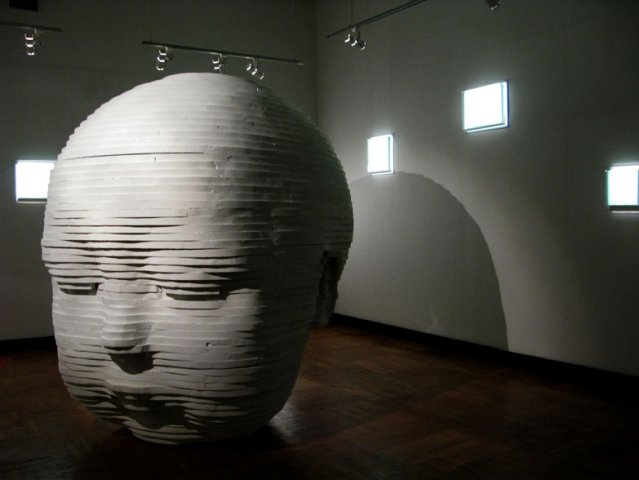
"아들", 폴리스티렌 폼, 300x300x300 cm, 2008
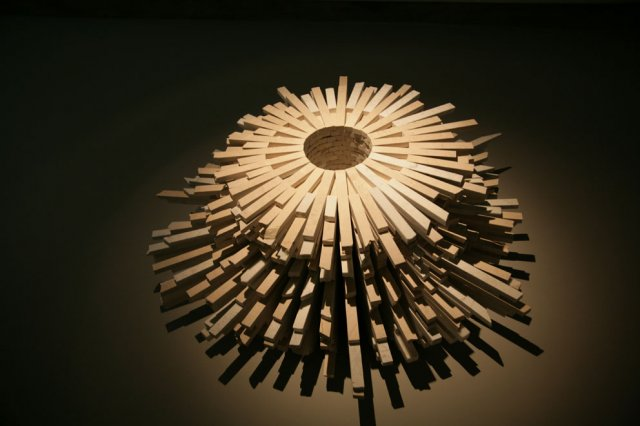
"시간의 구조", 대리석, 45x60 cm, 2009
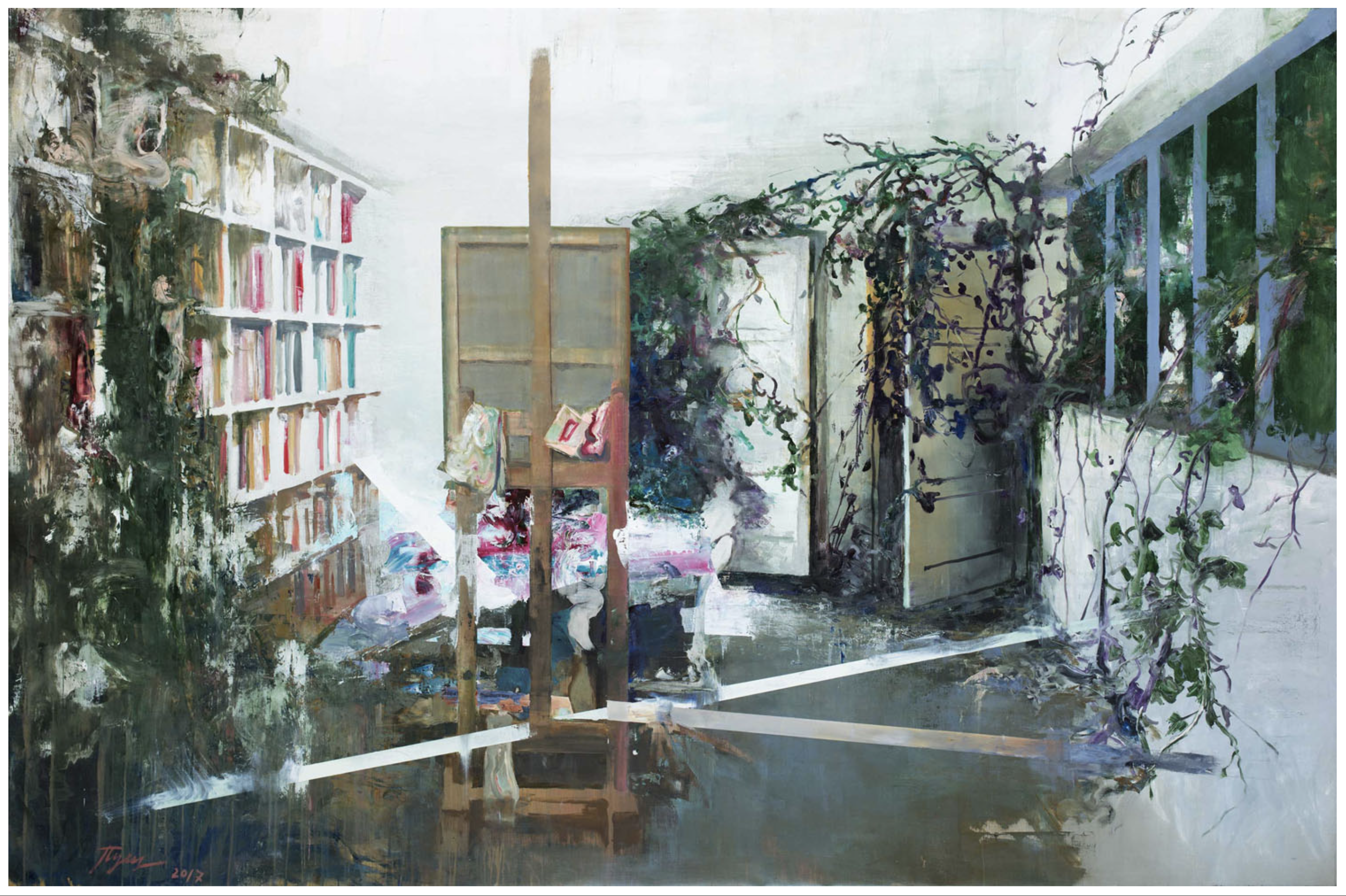
사진관. 기대 #14. 도쿄. 2018. 캔버스에 유채. 190x290cm
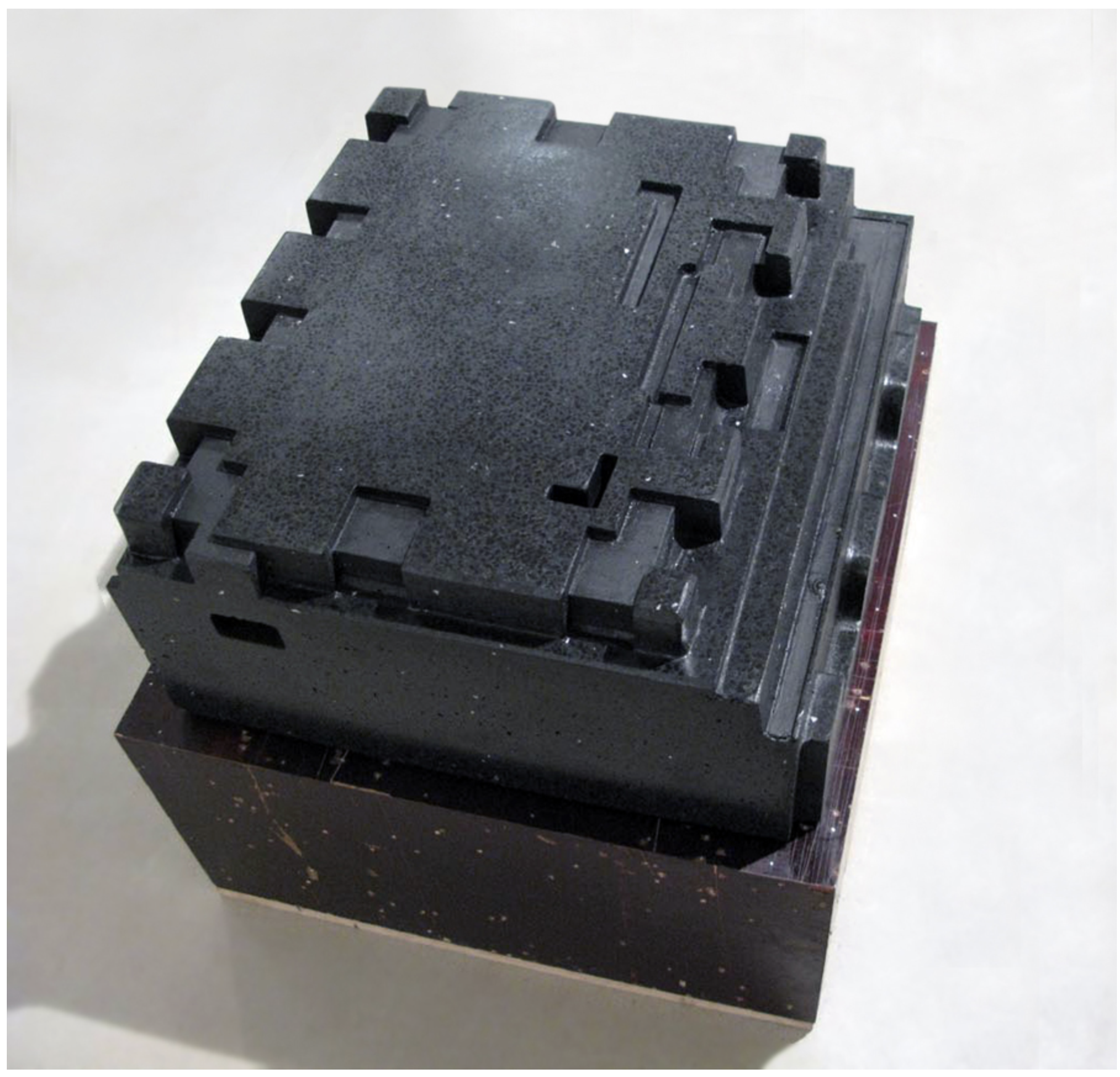
은행. 2009 시멘트, 화강암, 광택 45x60x45 cm
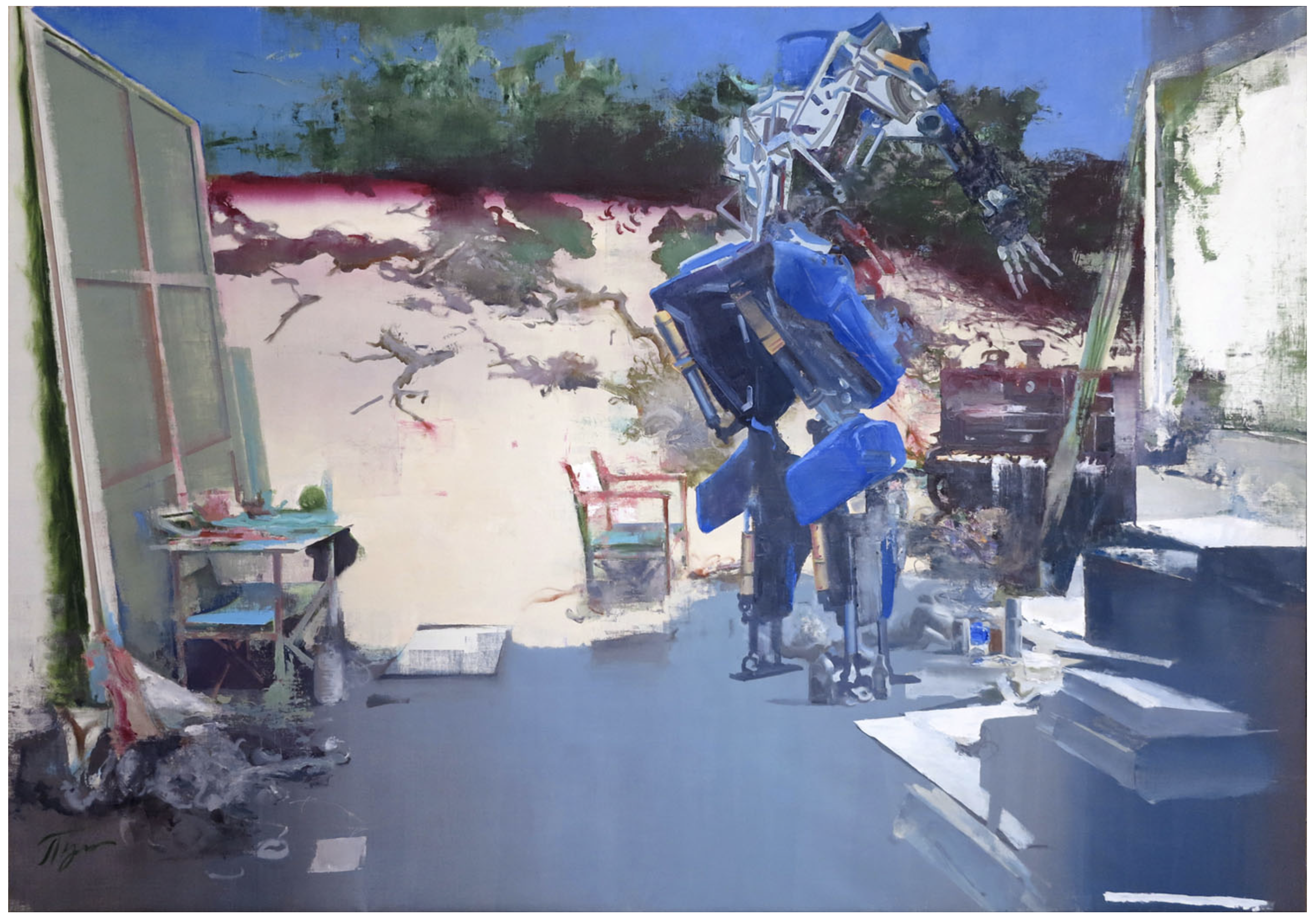
사진관. 내 눈은 아름다운 것을 많이 보았으나 당신에게는 흰 국화가 돌아왔나이다. 2019. 캔버스에 유채. 190x295cm
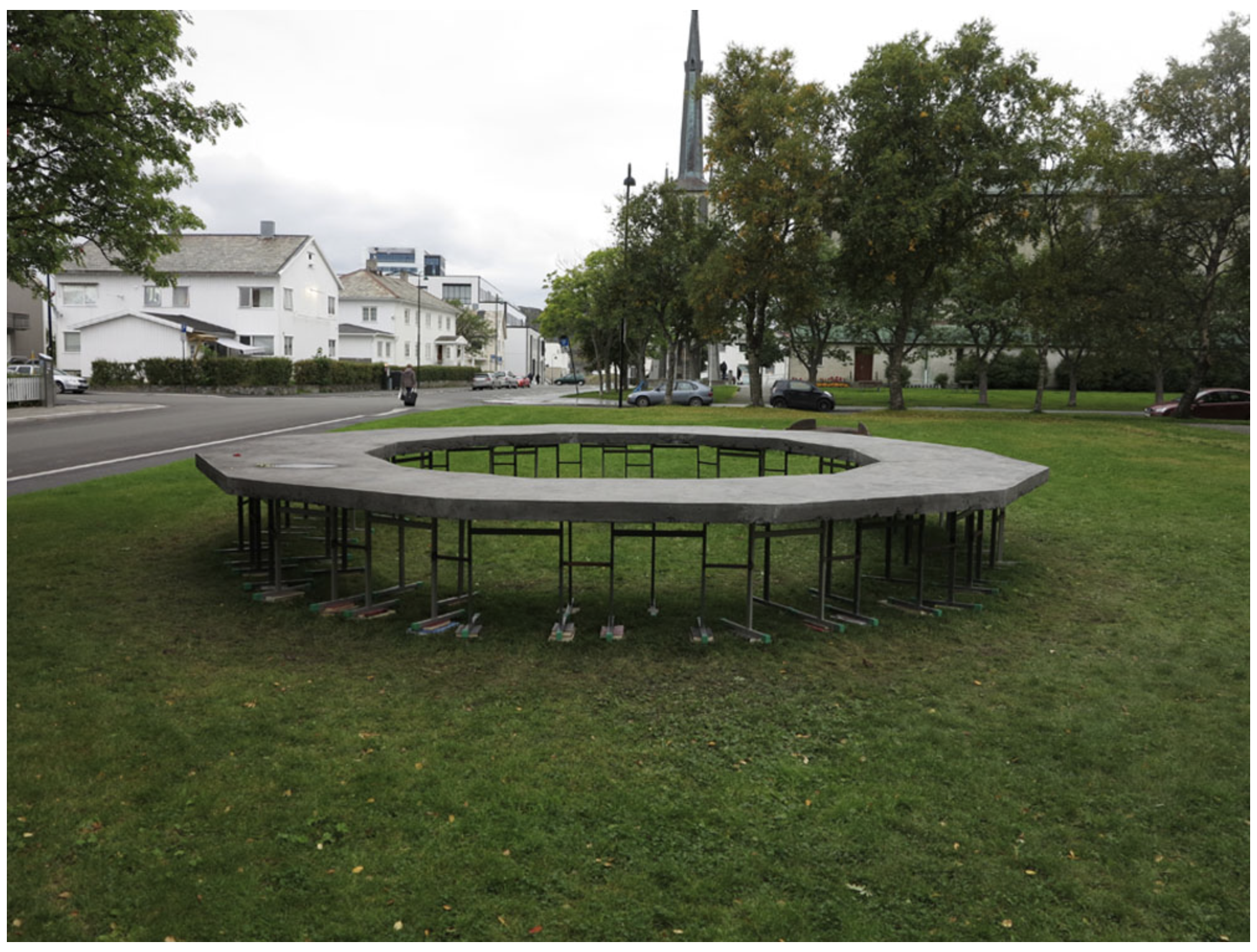
관찰 방법. 2017. 학교 책상, 콘크리트, 책. 직경 800cm.
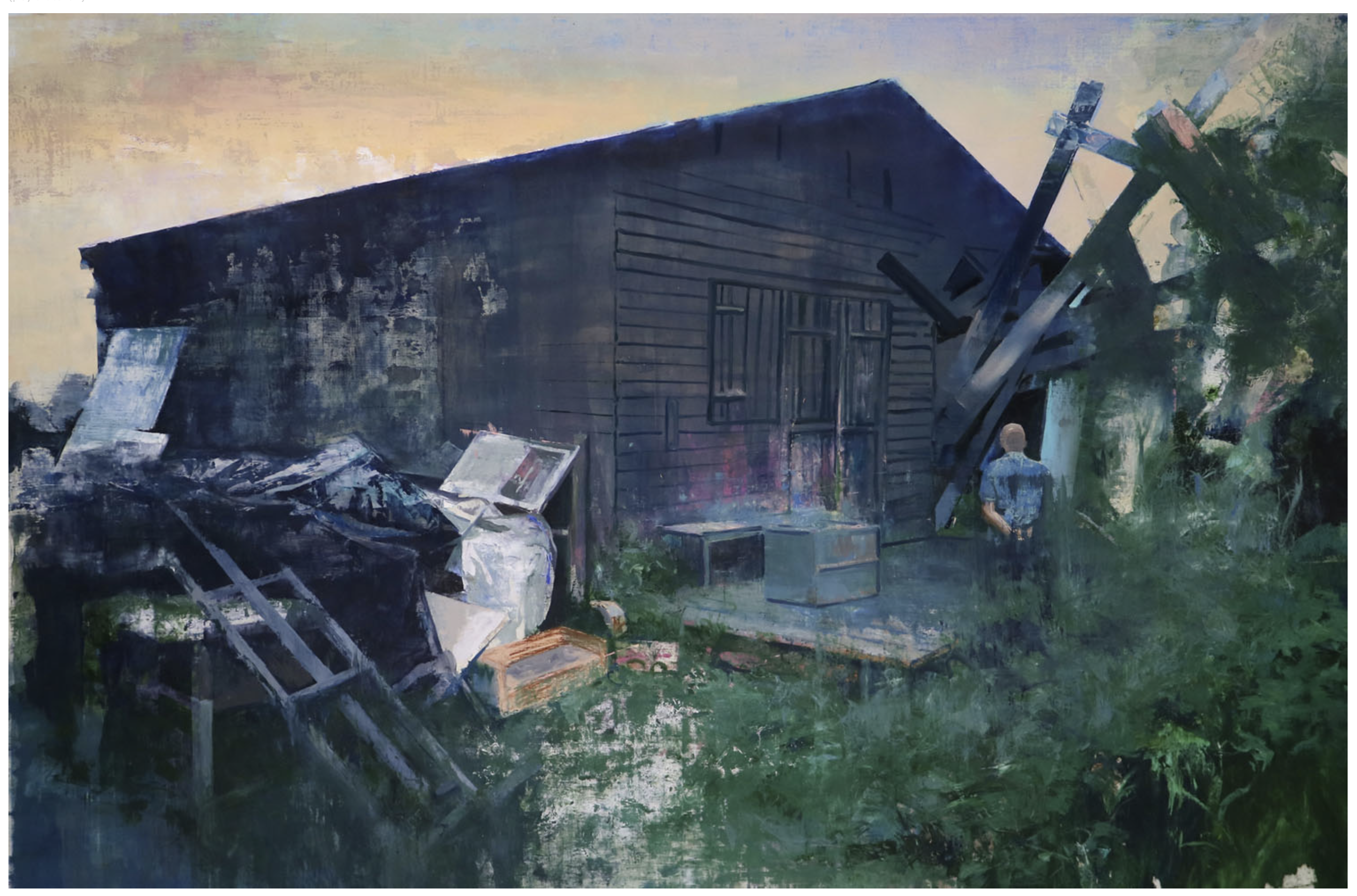
사진관. 기대 #16. 2018. 캔버스에 유채. 195x295cm
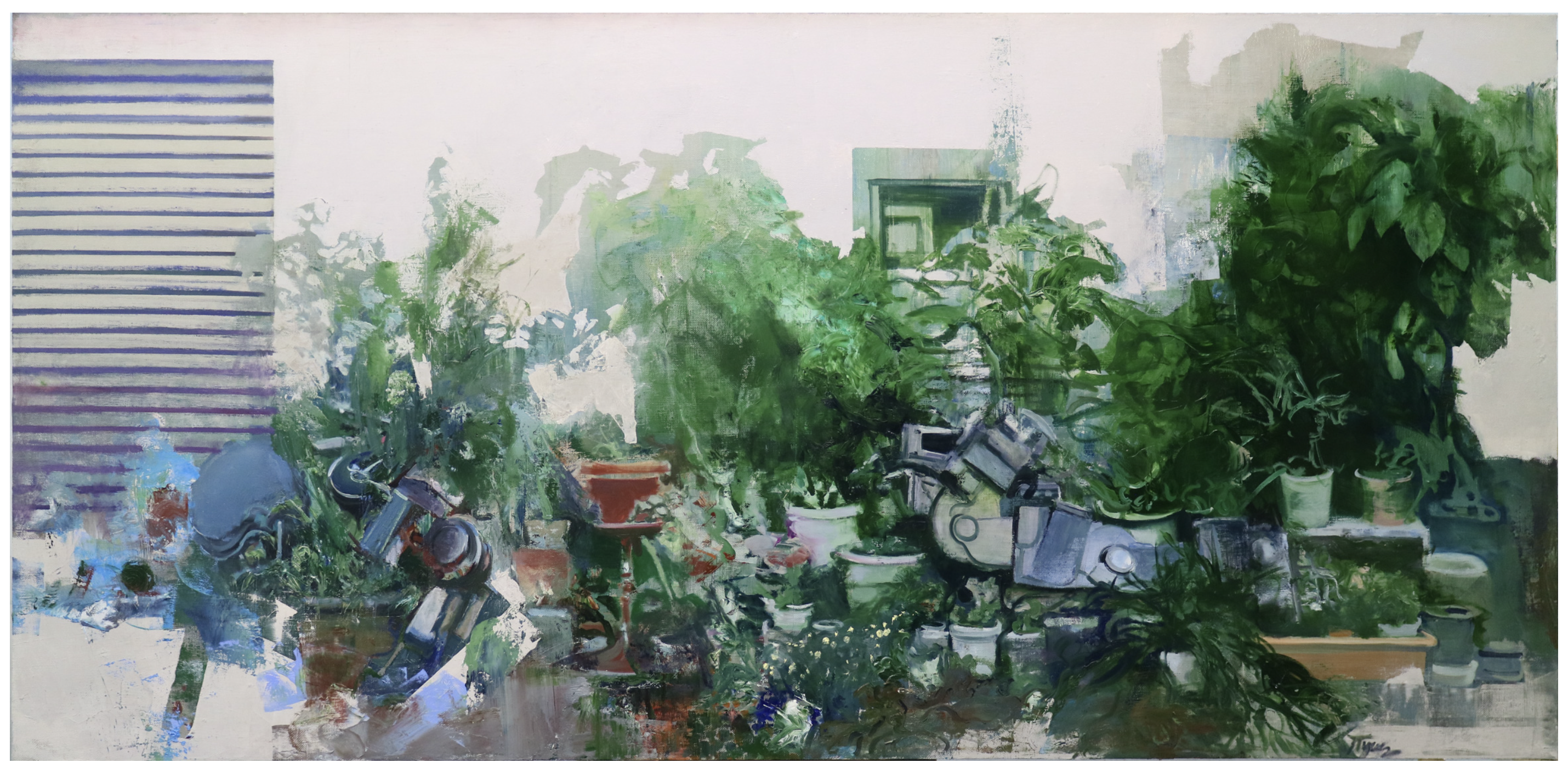
도쿄. 나방의 비행을 관찰한다. 2019. 캔버스에 유채. 130x250cm
섬 1. 2024. 195x150. 캔버스에 유채

## 박물관 소장품 및 기금
- 국립 러시아 박물관, 상트페테르부르크, 러시아
- 국립 에르미타주 박물관, 상트페테르부르크, 러시아
- 국립 현대 미술 센터, 모스크바, 러시아
- 새로운 박물관, 상트페테르부르크, 러시아
- 에라르타 현대미술관, 상트페테르부르크, 러시아
- 모스크바 현대미술관, 모스크바, 러시아
- 레드불 컬렉션, 오스트리아 잘츠부르크
- 크라스노야르스크 박물관 센터, 크라스노야르스크, 러시아
- 지그문트 프로이트의 꿈 박물관, 러시아 상트페테르부르크
- 현대미술관 ART4. RU, 모스크바, 러시아
- 현대 미술관 PERMM, 페름, 러시아
- RuArts 재단, 모스크바, 러시아
- Kolodziej 재단, 하이랜드 파크, 뉴저지, 미국
- 콜딩 아트 인스티튜트, 콜딩, 덴마크.
- 칼리닌그라드 주립 미술관, 칼리닌그라드, 러시아
- 노보시비르스크 주립 미술관, 노보시비르스크, 러시아
- 칼라 아트 인스티튜트(Kala Art Institute), 버클리, 샌프란시스코, 미국.
- 아트링크 컬렉션, 뉴욕, 미국.

작품은 덴마크, 독일, 프랑스, 스웨덴, 네덜란드, 미국 및 러시아의 개인 소장품이기도한다.

## 개인전
2024년
- 섬. 갤러리 팝/오프/아트 . 모스크바

2023년
- 전지. Shtager&Shch 갤러리이다. 런던. 영국
- 하데스의 오르페우스. 마리나 기시치 갤러리. 상트페테르부르크

2022년
- 정원. 갤러리 GROUND 솔얀카. 모스크바

2021
- 갭. 갤러리 팝/오프/아트 . 모스크바

2020
- 앰퍼샌드. 마리나 기시치 갤러리. 상트페테르부르크
- 호흡. 에리카 디크 갤러리. 부다페스트, 헝가리

2019
- 성장. 그림. 알렉산더갤러리. 로스. 몬테네그로
- 성장. 그림. 갤러리 팝/오프/아트 . 모스크바

2018
- 성장하는 그림. 갤러리 팝/오프/아트 . 모스크바, 러시아
- 공물. 그림. 새로운 박물관 . 러시아 상트페테르부르크

2017년
- 사진관. 기대. 코스모스크바 . 모스크바, 러시아
- 공물. 에리카 디크 갤러리. 부다페스트, 헝가리
- 공물. 석사 학교. 러시아 상트페테르부르크

2016년
- 기대. Marina Gisich 갤러리 . 러시아 상트페테르부르크

2015년
- 서식지. 사진관. 코스모스크바 . 모스크바, 러시아

2014년
- "또 다른 집" MANIFESTO 10의 병렬 프로그램. 제1생도 군단, 상트페테르부르크
- “관점. Moons' 갤러리 팝/오프/아트, CCA Winzavod, 모스크바

2013년
- 뷰포인트, 뉴뮤지엄 . 상트페테르부르크
- 관점. 파트 III. TC 갤러리아 다트. 스페인 바르셀로나

2012
- 관점. 파트 II. 새로운 박물관 . 러시아 상트페테르부르크
- 관점. 1부 에리카 디크 갤러리. 부다페스트, 헝가리
- 시간의 메커니즘. 모스크바 현대미술관 . 모스크바, 러시아
- 가리키다. 갤러리 팝/오프/아트 . 모스크바, 러시아

2011년
- 진정한 파란색은 어떤 것으로도 변색될 수 없다. 프란츠 갤러리 스페이스. 뉴욕, 미국
- 가리키다. 코르자모 갤러리. 헬싱키, 핀란드
- 출구. Marina Gisich 갤러리 . 러시아 상트페테르부르크
- 불타다. 알갤러리. 러시아 상트페테르부르크
- 생일. 스푸트니크 갤러리. 뉴욕, 미국

2010년
- 규모감. TC 갤러리아 다트. 스페인 바르셀로나
- 빛을 반환했다. 페름 주립 미술관 . 페름, 러시아

2009년
- 빛을 반환했다. 제6회 노보시비르스크 그래픽 비엔날레의 일환으로. 노보시비르스크 주립 미술관. 노보시비르스크, 러시아
- 빛을 반환했다. 크라스노야르스크 박물관 센터 . 러시아 크라스노야르스크;
- 감옥, 사원, 은행. 후셋 굴데거 갤러리. 블로벤, 덴마크
- 바로 지금. 파브리카 프로젝트. 러시아 모스크바 (제3회 모스크바 현대미술비엔날레 병행프로그램)
- 바로 지금. 알갤러리. 러시아 상트페테르부르크
- 카메라: 독방감금. 루아츠 재단. 모스크바, 러시아

2008년
- 아들. 알갤러리. 러시아 상트페테르부르크
- 재건. 갤러리 "Atelier No. 2". 러시아 모스크바 (P. Bely와 공동)
- 인시데레 베니스. 갤러리 팝/오프/아트 . 모스크바, 러시아
- 불타다. 프란츠 갤러리 스페이스. 뉴욕, 미국
- 생일. Marina Gisich 갤러리 . 러시아 상트페테르부르크

2007년
- 제국 외곽에서 온 편지. 알갤러리. 러시아 상트페테르부르크
- 럭스. 갤러리 팝/오프/아트 (병행 프로그램, 제2회 모스크바 현대미술 비엔날레 ). 모스크바, 러시아

2006년
- 철기 시대. 국립 에르미타주 박물관 . 국립 현대 미술 센터. 러시아 상트페테르부르크
- 대기. 후셋 갤러리 굴다거. 그라인스테드, 덴마크

2005년
- 뿌리. 테라 아티스. 쿠말라티, 탐페레, 핀란드
- 반응. 갤러리 D-137. 러시아 상트페테르부르크
- 인쇄물. AM 갤러리/파트너 갤러리. 모스크바, 러시아

2004년
- 내성. 마라트 겔만(Marat Gelman) 갤러리 . 모스크바, 러시아

2003년
- 방송. 러시아 연방 문화부 국립 사진 센터. 러시아 상트페테르부르크
- 하늘. 갤러리 KvadraT. 러시아 상트페테르부르크
- 조셉 브로드스키. 우라니아. 파운틴 하우스에 있는 안나 아크마토바 박물관 . 러시아 상트페테르부르크

2002년
- 내성. 국립 러시아 박물관 . 러시아 상트페테르부르크

2001년
- 철기시대의 시인. 갤러리-103. 푸쉬킨스카야 10. 러시아 상트페테르부르크
- Circenses et Panem. 홀스테브로 음악극장. 홀스테브로, 덴마크

2000
- 목록. Kunstkamera . '전통미술관에서 만나는 현대미술' 페스티벌. 러시아 상트페테르부르크
- 내성. 갤러리 정원. 그라인스테드, 덴마크
- 러시아 예술가. 올고드 박물관. 올고드, 덴마크
- 꿈의 블랙박스. 지그문트 프로이트의 꿈 박물관. 러시아 상트페테르부르크

1999년
- 반사. 갤러리 A-Z. 러시아 연방 문화부 국립 사진 센터. 러시아 상트페테르부르크

1998년
- 반사. 갤러리 정원. 그라인스테드, 덴마크

1997년
- 러시아 예술가. 사립병원. 아벤라, 덴마크
- 러시아 예술가. 호르센스 시립 도서관. 호르센스, 덴마크

1996년
- 러시아 예술가. 정치 연구소. 뉴쿠빙팔스터, 덴마크
- 러시아 예술가. "유럽 문화 수도" 프로젝트. 올드 휴셋. 콜딩, 덴마크

1995년
- 강, 부채 및 칼. 갤러리 "Borey". 러시아 상트페테르부르크

1994년
- 독주. 갤러리 "Chiron". 러시아 상트페테르부르크

## 그룹전
2023년
- 나뭇가지. 병기고. 니즈니 노브고로드

2021
- 104 소개. 104갤러리. 일본 도쿄

- 새로운 폐허. 유리. 중앙 전시실 "Manege ". 상트페테르부르크

2020
- 구름 뒤에는 미래가 있다. DK 그로모프. 상트페테르부르크

2020-2019
- 위치 방향. VIII 모스크바 비엔날레. Krymsky Val의 Tretyakov 갤러리 . 모스크바

2019
- 제8회 모스크바 국제현대미술비엔날레. 주요 프로젝트: 지형 오리엔테이션. 모스크바, 러시아
- 서거나 넘어지거나. 거리 미술관. 러시아 상트페테르부르크
- 삶 이후의 삶. 중앙 전시홀 Manezh. 러시아 상트페테르부르크
- 아름다움 +/-. 중앙 전시홀 Manezh. 러시아 상트페테르부르크

2018
- 돌파구. 예카테리나 재단. 모스크바, 러시아
- 현실을 가리고. 마리나 기시치(Marina Gisich) 갤러리. 러시아 상트페테르부르크
- 선택. 샘 듀칸 갤러리. 독일 라이프치히

2017년
- 해석. Ca'Foscari 대학, Cyland 미디어 아트 연구소. 베니스, 이탈리아
- 해석. 10번째 사이페스트. 예술 아카데미. 러시아 상트페테르부르크

2016년
- 제5회 발틱 현대미술 비엔날레. 러시아 상트페테르부르크
- 러시아 현대: 드로잉. 제한 없음. 런던, 영국
- 마음의 흔적. 사이페스트 뉴욕. 프랫 연구소. 뉴욕, 미국

2015년
- 기원. Marina Gisich 갤러리 . 러시아 상트페테르부르크
- 러시아 제국. 실재론. XXI 세기. 국립 러시아 박물관 . 러시아 상트페테르부르크
- 러시아 제국. 실재론. XXI 세기. 국립 러시아 박물관. 러시아 상트페테르부르크
- 페인팅 후 페인팅. 예술 아카데미. 러시아 상트페테르부르크
- 현실 속의 현실. 우양미술관. 한국 광주
- 모리셔스 공화국의 파빌리온. 제56회 베니스 비엔날레. 베니스, 이탈리아
- 가는 중이에요. Ca'Foscari 대학, Cyland 미디어 아트 연구소. 베니스, 이탈리아

2014년
- Live/Vi: 회화와 비디오의 관계. Solyanka 갤러리. 모스크바, 러시아
- 또 다른 집. 매니페스타 10의 일부로. 프란츠 갤러리 스페이스, 상트페테르부르크, 러시아
- 결정화. 투르쿠 현대미술관. 투르쿠, 핀란드

2013년
- Capital of Nowhere, 55 베니스 비엔날레, 베니스, 이탈리아
- 해질녘. 루돌피늄. 프라하, 체코
- 시간의 그림자. Tsaritsyno 박물관, 모스크바
- 현재 도면. 국립 러시아 박물관 . 러시아 상트페테르부르크

2012
- 칸딘스키상 후보자 전시회. 모스크바, 러시아
- 해질녘. 모뎀. 헝가리 데브레첸
- 시간의 그림자. 주립 박물관 - 예비 Tsaritsyno . 모스크바, 러시아
- Sergei Kuryokhin 상 후보자 전시회. 러시아 상트페테르부르크

2011년
- 상트페테르부르크의 죽음. 이름갤러리. 러시아 상트페테르부르크
- 예술가의 책. 에라르타 현대미술관, 상트페테르부르크, 러시아
- 역방향 관점. 갤러리 팝/오프/아트 . 러시아 모스크바 (제4회 모스크바 현대미술비엔날레 병행프로그램)
- 개인 컬렉션 포럼. 현대미술관 PERMM . 페름, 러시아
- 신화. 자동차. 인간. 에리카 디크 갤러리. 부다페스트, 헝가리
- 공. 루아츠 재단. 모스크바, 러시아
- 문. 국립 러시아 박물관 . 러시아 상트페테르부르크
- 흑백. 현대미술관 PERMM . 페름, 러시아
- 갤러리 10주년. Marina Gisich 갤러리 . 러시아 상트페테르부르크

2010년
- 새로운 조각품: 혼돈과 구조. 새로운 박물관 . 러시아 상트페테르부르크
- 결투. 루아츠 재단. 모스크바, 러시아
- 개장일: 맨션 - 체육관 - 진료소 - 박물관. 모스크바 현대미술관 . 모스크바, 러시아
- 칸딘스키상 후보자 전시회. 모스크바, 러시아
- 흑백. 갤러리 모더나리아트. 러시아 상트페테르부르크
- 항상 다른 예술. 빅터 본다렌코 컬렉션. 모스크바 현대미술관 . 모스크바, 러시아

2009년
- 새로운 조각품: 혼돈과 구조. Solyanka의 갤러리. 모스크바, 러시아
- 러시아인. 오버 갤러리이다. 켄트, 뉴욕 주, 미국
- 예술에 관한 예술. 국립 러시아 박물관 . 러시아 상트페테르부르크
- 고요. 빨간색 배너. 러시아 상트페테르부르크
- 나와 그를 보여주세요. 칼버트 22. 런던, 영국
- 재활용. 국립 에르미타주 박물관 . 국립 현대 미술 센터. 러시아 상트페테르부르크
- 경치. 루아츠 재단. 모스크바, 러시아
- 달. 제8회 크라스노야르스크 박물관 비엔날레 . 크라스노야르스크 박물관 센터 . 크라스노야르스크, 러시아

2008년
- 칸딘스키상 후보자 전시회. 모스크바, 러시아
- 보리스 이오판과 뉴 바빌론. 갤러리 아뜰리에 No.2. 모스크바, 러시아

2007년
- 상트페테르부르크의 20세기 예술. 중앙 전시홀 Manezh. 러시아 상트페테르부르크
- 우주시대. 중앙통신박물관의 이름을 따서 명명되었다. A. S. 포포바 . 러시아 상트페테르부르크
- 권력에 관한 것. 제2회 모스크바 현대미술비엔날레. 국립 현대 미술 센터 . 모스크바, 러시아
- 카드는 필요하지 않다. 파운틴 하우스에 있는 안나 아크마토바 박물관 . 러시아 상트페테르부르크
- 뉴안젤라리움. 모스크바 현대미술관 . 모스크바, 러시아

2006년
- 깨우다! 제3회 발틱비엔날레. 라우미, 핀란드
- 스페이스 I. 동부 갤러리이다. 모스크바, 러시아
- 스페이스 I. 벨카&스트렐카 프로젝트. 러시아 상트페테르부르크
- 러시아 플라이 바이. 헝가리-7. 잘츠부르크, 오스트리아
- 새로운 러시안 아방가르드. 전시실 BurdaYukom. 뮌헨, 독일
- 서클 III. 벨카&스트렐카 프로젝트. 러시아 상트페테르부르크

2005년
- 단계. 이름을 딴 대학 자와할랄 네루, 뉴델리, 인도
- 집을 위한 후광. 쿠말라티, 탐페레, 핀란드
- 라이트 I. 벨카&스트렐카 프로젝트. 러시아 상트페테르부르크
- 뉴턴을 기리며. 학제 간 프로젝트. 국립 현대 미술 센터. 러시아 상트페테르부르크
- 나는 클릭한다. 그러므로 나는 존재한다. 석사 갤러리이다. 모스크바, 러시아
- 휴먼 프로젝트. 상트페테르부르크. 제1회 모스크바 현대미술비엔날레 . 센트럴 하우스 오브 아티스트 . 모스크바, 러시아
- 그는 키가 컸는다... Daniil Kharms가 태어난 지 100년이 되었다. 국립 러시아 박물관 . 러시아 상트페테르부르크
- 얼굴의 초상화. CCA M'Ars. 마라트 겔만 갤러리 . 모스크바, 러시아
- 러시아의 콜라주. 20세기 국립 러시아 박물관 . 러시아 상트페테르부르크

2004년
- 황제 Paul I : 과거의 현재 이미지. 국립 러시아 박물관 . 러시아 상트페테르부르크
- 천국의 계단. Art-Klyazma . 모스크바, 러시아
- 고요. 노보시비르스크 주립미술관 . 노보시비르스크, 러시아
- 나 쿠로트. 쿤스트할레. 바벤바덴, 독일

2003년
- 나를 터치하세요. 파운틴 하우스에 있는 안나 아크마토바 박물관 . 러시아 상트페테르부르크
- 그림의 공간은 현실의 공간이다. 파운틴 하우스에 있는 안나 아크마토바 박물관 . 괴테 연구소 . 러시아 상트페테르부르크
- 디지털-아날로그. 새로운 카운트다운. 마라트 겔만(Marat Gelman) 갤러리 . 센트럴 하우스 오브 아티스트 . 모스크바, 러시아

2002년
- 러시아 예술가. 갤러리 정원. 그라인스테드, 덴마크
- 프로젝트 리빙 아키텍처. 문화와 휴양의 공원. 파운틴 하우스에 있는 안나 아크마토바 박물관. 러시아 상트페테르부르크
- 잃어버린 영웅. ARTGenda. 함부르크, 독일

2001년
- 미르-피스. 보레이 갤러리이다. 러시아 상트페테르부르크
- 답변: MIR-PEACE. 아트 에이전트 갤러리. 함부르크, 독일
- 미디어 비공개. 국립 러시아 박물관 . 러시아 상트페테르부르크
- 동원 해제 앨범. 파운틴 하우스에 있는 안나 아크마토바 박물관 . 러시아 상트페테르부르크

2000
- 꿈의 블랙박스. 내성. 제3회 국제공연예술페스티벌 프로젝트. 러시아 상트페테르부르크
- 상트페테르부르크 예술제. 뮤직하우스. 에스베르그, 덴마크
- 비수기. 사진 프로젝트. 미술클리닉. 러시아 상트페테르부르크

1999년
- 제4회 국제 그래픽 비엔날레. 노보시비르스크 주립미술관 . 노보시비르스크, 러시아
- 정물의 예술. 국립 러시아 박물관 . 러시아 상트페테르부르크

1998년
- 신화와 전설. 국립 러시아 박물관 . 러시아 상트페테르부르크

1997년
- 칼리닌그라드의 문화 풍경. 칼리닌그라드 주립 미술관. 칼리닌그라드, 러시아

1996년
- 제4회 국제 그래픽 비엔날레. 칼리닌그라드 주립 미술관. 칼리닌그라드, 러시아

## 모래밭
- V. Pushnitsky 공식 웹사이트
- Polednov D. D. 러시아 현대 미술의 메타 모더니즘 현상 (Vitaly Pushnitsky의 그림 예) // 아이디어와 이상. 2021. T.13. 1호(47). 2부. 425-441쪽.
- 포멘코 안드레이. 페르세포네의 꽃 // 미술 잡지. — 2023. - 123번. - 148~152페이지.
- 팝/오프/아트갤러리 홈페이지 내 약력, 작품, 전시정보
- 에라르타 박물관 웹사이트의 아티스트 페이지
- Marina Gisich 갤러리 웹사이트의 아티스트 페이지